# Rodin Motorsport
Rodin Motorsport (precedentemente nota come Carlin Motorsport, Carlin e Rodin Carlin) è una scuderia automobilistica britannica, fondata nel 1996. Nel corso degli anni è diventato uno dei team di riferimento tra le scuderie che partecipano ai campionati di Formula propedeutici vincendo 37 trofei.
Diversi piloti hanno corso per il team prima di arrivare in Formula 1: Sebastian Vettel, Nico Rosberg, Robert Kubica, Takuma Sato, Anthony Davidson, Jaime Alguersuari, Daniel Ricciardo, Max Chilton, Jean-Éric Vergne, Kevin Magnussen, Felipe Nasr, Narain Karthikeyan, Rio Haryanto, George Russell, Carlos Sainz Jr. e Lando Norris.
Oltre alle formule junior ha partecipato: alla Porsche Supercup nel 2001, alla A1 Grand Prix dal 2005 al 2009, al'European Le Mans Series nel 2019, alla stagione 2014-15 di Formula E supportando la Mahindra Racing e dal 2018 al 2021 ha corso nella IndyCar Series.
Nel 2024 partecipa ai campionati di Formula 2, Formula 3, GB3, Formula 4 britannica, F4 spagnola, Campionato di Formula 4 EAU, Extreme E e F1 Academy.

## Storia
La squadra nasce nel 1996 con il compito di gestire i pit-stop per il team Williams F1. In seguito conosce una rapida espansione: il gruppo entra nella sua prima stagione di gare nel 1997, correndo nella F3 inglese, mentre nel 1999, con Narain Karthikeyan, il team raccoglie due vittorie stagionali.
Da quel momento, la Carlin ha corso nel Porsche Supercup nel 2001, nella Formula Nissan/Renault 3.5 Series dal 2003 al 2015, nella F3 Euro Series e nella F3 europea, vincendo svariate gare.
Nel 2007, il team ha acquistato l'ex fabbrica di F1 Brabham Chessington che comprende anche una galleria del vento ed è la base per Carlin Advanced Technologies, una società che si concentra sul team di sviluppo tecnologico. Chessington è anche sede generale della squadra di World Series by Renault. Nel 2008, l'azienda contribuisce alla nascita del primo Carlin UK Service Partner per la KTM X-Bow, una leggera vettura sportiva che è stata creata da KTM e dei loro partner per lo sviluppo, Audi e Dallara.
Nel 2009, Carlin Motorsport è rinata come Carlin, parte del Capsicum Motorsport Group guidato da Grahame Chilton e Rupert Swallow.
Nel 2023, entra come socio di maggioranza nel tea la società neozelandese, Rodin. Dal 2024, il fondatore, Trevor Carlin lascia la scuderia ed avviene un rebranding del team cambiando nome in Rodin Motorsport.

## Competizioni

### Formula 3 britannica
Un anno dopo la sua fondazione il team esordisce nella Formula 3 britannica dove corre fino il 2014 quanto la serie viene cancellata. Durante i diciott'anni nella serie riesce diventa il di maggior successo riuscendo a vincere nove campionati. Il primo è arrivato nel 2001 con il pilota nipponico Takuma Sato, a seguire sono arrivati i titoli di Alan van der Merwe nel 2003, di Álvaro Parente nel 2005, di Jaime Alguersuari nel 2008, di Daniel Ricciardo nel 2009, di Jean-Éric Vergne nel 2010, di Felipe Nasr nel 2011, di Jack Harvey nel 2012 e di Jordan King nel 2013.
Nel periodo tra il 2005 al 2013 la Carlin ha partecipa anche alla Formula Renault 3.5 Series dove ha vinto due campionati piloti, nel 2010 con Mikhail Aleshin e nel 2011 con Robert Wickens. Nel 2011 è anche arrivato il titolo a squadre.

### F3 Euro Series e F3 europea
Dal 2008 al 2012 la squadra partecipa F3 Euro Series, ottenendo come miglior risultato il terzo posto tra i team nel 2012, e dal 2012 al 2018 alla F3 europea, e ottiene il secondo posto nella classifica a squadre nel 2017, vincendo il titolo piloti con Lando Norris.

### GP3 Series
Nel 2010 prende parte alla neonata GP3 Series schierando Josef Newgarden, Dean Smith e Lucas Foresti, con quest'ultimo che si alterna con Mikhail Aleshin e António Félix da Costa. La stagione si conclude con due podi all'attivo, uno di Foresti e uno di Smith, e con il 5º posto nella classifica a squadre. Nella stagione 2011 corrono Conor Daly, Leonardo Cordeiro, oltre a Tom Dillmann, Daniel Morad e Callum MacLeod. Il miglior risultato in stagione è un terzo posto di Dillmann nella gara inaugurale all'Istanbul Park, mentre il team si classifica al nono posto con 21 punti. Nel 2012 arrivano le prime vittorie nella categoria, tre con António Félix da Costa, che si piazza terzo in campionato, e una con William Buller. Il team arriva terzo nella classifica dei team. Nella stagione 2013 il team arriva quarto in campionato correndo con Nick Yelloly, Luís Sá Silva, Eric Lichtenstein e Alexander Sims, che ottiene una vittoria. La stagione 2014 si rivela essere la migliore per il team, che vince il titolo piloti con Alex Lynn e il titolo a squadre, grazie anche a Emil Bernstorff e Luís Sá Silva. Nel 2015, ultima stagione del team nella categoria, la squadra schiera Antonio Fuoco, Jann Mardenborough, Mitchell Gilbert e Adderly Fong, terminando quinto nella classifica a squadre.

### Formula E ed Extreme E
Nel 2014, Carlin è diventato il fornitore di servizi tecnici della Mahindra Racing, gestendo la squadra per la stagione 2014-15 di Formula E. Portano in pista la Spark-Renault SRT 01E con Karun Chandhok e Bruno Senna come piloti. Dopo un solo anno la Carlin esce dal progetto venendo sostituita dalla Campos Racing.
Nel 2023 il team Carlin si unisce alla X44, scuderia di Lewis Hamilton, per competere nel Campionato di Extreme E 2023.

### Indy Car
Nel dicembre 2017, Carlin annuncia la sua partecipazione alla IndyCar Series a partire dalla stagione 2018. Per il team britannico è la prima esperienza in un campionato formula a ruote scoperte non junior, realizzando un sogno di lunga data per il team e il fondatore Trevor Carlin. Per la prima stagione nella serie americana viene scelta la Chevrolet come motorista e i piloti Max Chilton e Charlie Kimball. Nel 2019 il team porta due vetture a tempo pieno e una terza in eventi mirati, alternando Kimball, Patricio O'Ward, Sage Karam, RC Enerson, Chilton e Conor Daly come piloti. Per questioni economiche, per la stagione 2020 e 2021, il team schiera una sola vettura alternando Conor Daly e Max Chilton alla guida. A fine della stagione 2021 la Carlin si ritira dalla serie e vende al Juncos Hollinger Racing.

### GP2/Formula 2

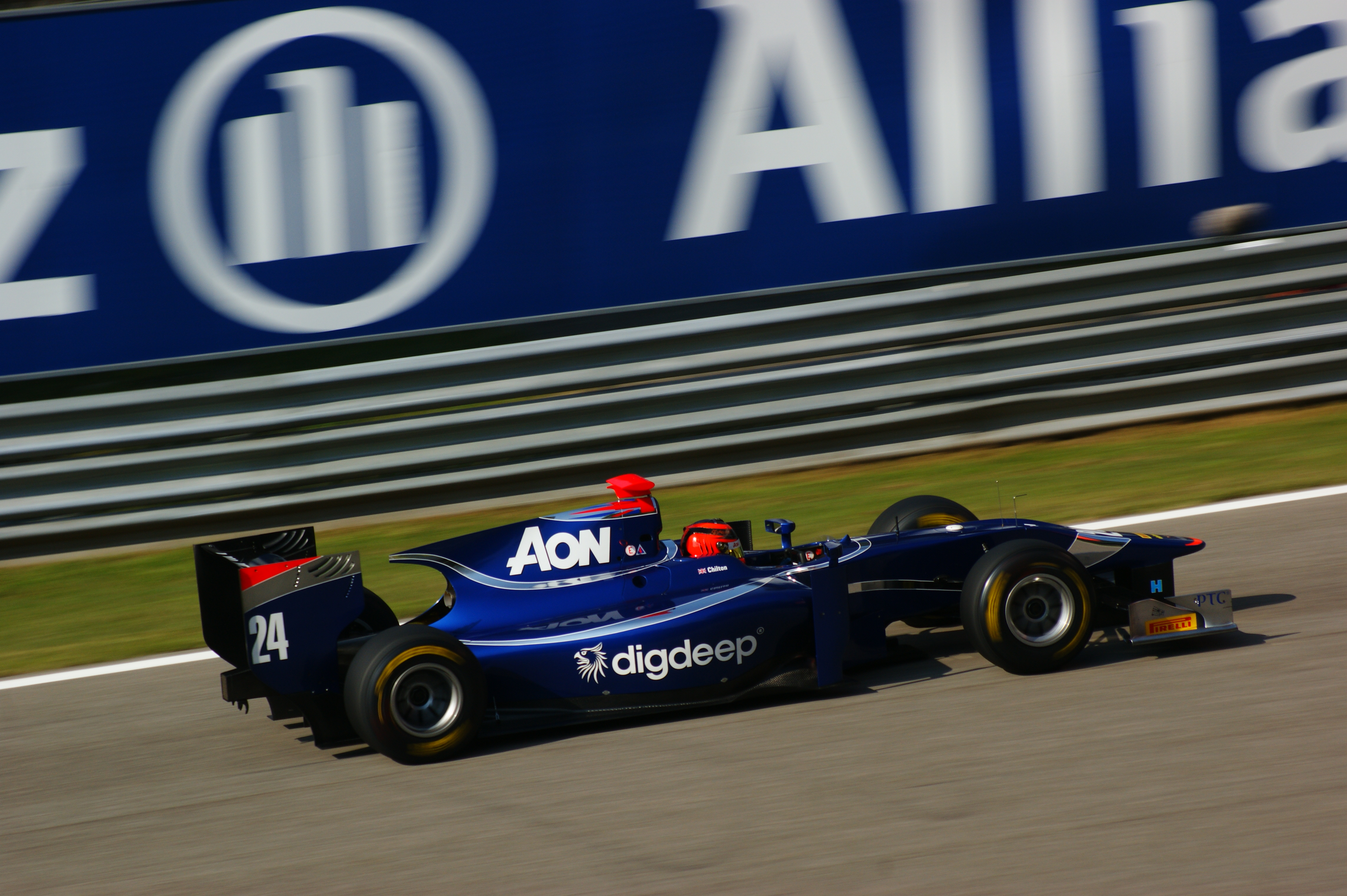
Chilton nel 2011 in GP2 a Monza

Nel 2011 la squadra allarga la propria partecipazione alla GP2, partecipando con Mikhail Aleshin e Max Chilton alla Asia Series, nella quale non vengono ottenuti punti. Nella serie principale la squadra corre con gli stessi piloti, con Oliver Turvey e Álvaro Parente che sostituiscono in parte della stagione Aleshin; Chilton è l'unico a conquistare punti per la scuderia, che si piazza al 13º e ultimo posto in graduatoria. Nel 2012 il team ottiene due vittorie con Max Chilton e schiera anche Rio Haryanto, terminando al quinto posto della classifica a squadre. Nella stagione 2013 i piloti del team sono Felipe Nasr e Jolyon Palmer, che permettono al team di conquistare il secondo posto in classifica, confermato anche nella stagione successiva, in cui corrono Felipe Nasr, terzo in campionato, e Julián Leal. Nel 2015 e nel 2016 il team si piazza agli ultimi posti della classifica, non ottenendo risultati di rilievo. Dopo una stagione di pausa, il team torna nel campionato, nel frattempo rinominato Formula 2, nella stagione 2018 e riesce a vincere il titolo a squadre, grazie a Lando Norris, fresco vincitore della F3 europea con il team, che ottiene il secondo posto tra i piloti, e Sérgio Sette Câmara, che termina sesto.
Per la stagione 2019 il team ingaggia il giapponese Nobuharu Matsushita, al ritorno nella categoria, e Louis Delétraz, proveniente dalla Charouz.La stagione si rivelerà una delusione, con il quarto posto nella classifica costruttori. Nel 2020 Carlin prende due debuttanti (nonché piloti del Red Bull Junior Team), il giapponese Yuki Tsunoda e l'indiano Jehan Daruvala. Sarà il giapponese la vera stella del team, con tre vittorie e terzo posto nella classifica finale, ad un solo punto dal secondo Callum Ilott, e vincitore del premio Anthoine Hubert, assegnato al miglior debuttante. L'anno seguente Tsunoda passa in Formula 1 mentre viene confermato Daruvala insieme a Dan Ticktum dalla Carlin. I due piloti ottengono due vittorie a testa con l'inglese che chiude quarto in classifica, mentre il team chiude terzo in classifica.
Nel 2022 la Carlin rivoluziona la sua line-up ingaggiando Liam Lawson e Logan Sargeant. Ottengono sei vittorie in due, quattro per Lawson e due per Sargeant arrivando rispettivamente terzo e quarto in classifica piloti e il team si classifica secondo. Lo statunitense risulta anche il miglior Rookie della stagione passando poi in Formula 1 nel 2023, serie dove anche Lawson esordisce disputando cinque corse. Per la stagione 2023 i piloti scelti dal team britannico sono Zane Maloney ed Enzo Fittipaldi. Solo il brasiliano riesce a conquistare una vittoria e il team chiude al terzo posto.

### Formula 3
Dalla stagione 2019 partecipa anche al Campionato FIA di Formula 3, ingaggiando il campione dell'Euroformula Open 2018 Felipe Drugovich, il giapponese Teppei Natori e Logan Sargeant.Il team arriva nono nella classifica costruttori, con 8 punti raccolti da Drugovich e 6 da Sargeant. Nel 2020 Carlin cambia completamente lineup, assumendo il francese Clément Novalak e l'americano Cameron Das. Il terzo posto viene occupato 3 weekend dal britannico Enaam Ahmed, due dal connazionale Ben Barnicoat, uno dall'italiano Leonardo Pulcini e gli ultimi 3 da David Schumacher. Il team si classifica ottavo, con la quasi totalità dei punti raccolta da Novalak, eccetto uno assegnato invece a Barnicoat.
Nel 2021 i tre piloti scelti per la stagione di F3 sono Ido Cohen, Kaylen Frederick e Jonny Edgar. Durante il round del Hungaroring, Frederick è costretto ad alzare bandiera bianca venendo sostituito da Jake Hughes. L'anno seguente il team rivoluziona la sua formazione ingaggiando Zak O'Sullivan, Brad Benavides ed Enzo Trulli. I risultati non migliorano e il team arriva settimo in classifica piloti. Per la stagione 2023 a inizio stagione i piloti scelti sono Oliver Gray, Hunter Yeany e ritorna Ido Cohen. A metà stagione Yeany viene sostituito da Max Esterson il quale dopo due round lascia il sedile a Francesco Simonazzi per gli ultimi due round stagionali.

## Timeline
| Serie attuali                                     | Serie attuali            |
| ------------------------------------------------- | ------------------------ |
| Campionato britannico di Formula 4                | 2015–2017, 2019–presente |
| Campionato GB3                                    | 2016–presente            |
| Campionato FIA di Formula 2                       | 2018–presente            |
| Campionato FIA di Formula 2                       | 2019–presente            |
| Campionato ESkootr                                | 2022–presente            |
| Campionato di Formula 4 degli Emirati Arabi Uniti | 2022–presente            |
| Campionato spagnolo di Formula 4                  | 2023–presente            |
| Extreme E                                         | 2023–presente            |
| F1 Academy                                        | 2023–presente            |
| Serie passate                                     |                          |
| Formula 3 britannica                              | 1997–2014                |
| Porsche Supercup                                  | 2001                     |
| World Series by Nissan                            | 2003–2004                |
| Formula BMW UK                                    | 2004–2007                |
| 3000 Pro Series                                   | 2005                     |
| Campionato italiano di Formula 3                  | 2005                     |
| A1 Grand Prix                                     | 2005–2009                |
| Formula Renault 3.5 Series                        | 2005–2013, 2015          |
| Eurocup Formula Renault 2.0                       | 2007                     |
| Campionato britannico di Formula Renault          | 2007                     |
| Formula 3 Euro Series                             | 2008–2009, 2011–2012     |
| GP3 Series                                        | 2010–2015                |
| GP2 Asia Series                                   | 2011                     |
| GP2 Series                                        | 2011–2016                |
| Formula 3 europea                                 | 2012–2018                |
| Formula E                                         | 2014–2015                |
| Indy Lights                                       | 2015–2017, 2021          |
| Euroformula Open                                  | 2016–2021                |
| IndyCar Series                                    | 2018–2021                |
| Formula 3 giapponese                              | 2019                     |
| European Le Mans Series                           | 2019                     |
| Asian Le Mans Series                              | 2019–2020                |

## Risultati

### GP2/Formula 2
| Stagione | Vettura                    | Piloti              | Gare   | Vittorie | Pole | GPV | Punti | C.P. | C.S. |
| -------- | -------------------------- | ------------------- | ------ | -------- | ---- | --- | ----- | ---- | ---- |
| 2011     | Dallara-Mecachrome         | Max Chilton         | 18     | 0        | 0    | 0   | 4     | 20º  | 13º  |
| 2011     | Dallara-Mecachrome         | Mikhail Aleshin     | 6      | 0        | 0    | 0   | 0     | 32º  | 13º  |
| 2011     | Dallara-Mecachrome         | Oliver Turvey       | 2      | 0        | 0    | 0   | 0     | 25º  | 13º  |
| 2011     | Dallara-Mecachrome         | Álvaro Parente      | 8 (12) | 0        | 0    | 0   | 0 (8) | 16º  | 13º  |
| 2012     | Dallara-Mecachrome         | Max Chilton         | 24     | 2        | 2    | 0   | 169   | 4°   | 5°   |
| 2012     | Dallara-Mecachrome         | Rio Haryanto        | 24     | 0        | 1    | 1   | 38    | 14º  | 5°   |
| 2013     | Dallara-Mecachrome         | Felipe Nasr         | 22     | 0        | 0    | 0   | 154   | 4º   | 2º   |
| 2013     | Dallara-Mecachrome         | Jolyon Palmer       | 22     | 2        | 1    | 1   | 119   | 7º   | 2º   |
| 2014     | Dallara-Mecachrome         | Felipe Nasr         | 22     | 4        | 1    | 2   | 224   | 3º   | 2º   |
| 2014     | Dallara-Mecachrome         | Julián Leal         | 22     | 0        | 0    | 1   | 68    | 10º  | 2º   |
| 2015     | Dallara-Mecachrome         | Julián Leal         | 16     | 0        | 0    | 0   | 38    | 14º  | 9º   |
| 2015     | Dallara-Mecachrome         | Dean Stoneman       | 5      | 0        | 0    | 0   | 1     | 24º  | 9º   |
| 2015     | Dallara-Mecachrome         | Marco Sørensen      | 8      | 0        | 0    | 0   | 0     | 33º  | 9º   |
| 2015     | Dallara-Mecachrome         | Johnny Cecotto Jr.  | 2      | 0        | 0    | 0   | 0     | 28º  | 9º   |
| 2015     | Dallara-Mecachrome         | Sean Gelael         | 8      | 0        | 0    | 0   | 0     | 30º  | 9º   |
| 2015     | Dallara-Mecachrome         | Jann Mardenborough  | 2      | 0        | 0    | 0   | 0     | 35º  | 9º   |
| 2016     | Dallara-Mecachrome         | Sergio Canamasas    | 20     | 0        | 0    | 0   | 17    | 19°  | 10º  |
| 2016     | Dallara-Mecachrome         | René Binder         | 2      | 0        | 0    | 0   | 0     | 23º  | 10º  |
| 2016     | Dallara-Mecachrome         | Marvin Kirchhöfer   | 20     | 0        | 0    | 0   | 21    | 17º  | 10º  |
| 2016     | Dallara-Mecachrome         | Louis Delétraz      | 2      | 0        | 0    | 0   | 0     | 26º  | 10º  |
| 2018     | Dallara F2 2018-Mecachrome | Lando Norris        | 24     | 1        | 1    | 1   | 219   | 2º   | 1º   |
| 2018     | Dallara F2 2018-Mecachrome | Sérgio Sette Câmara | 22     | 0        | 1    | 1   | 164   | 6º   | 1º   |
| 2019     | Dallara F2 2018-Mecachrome | Nobuharu Matsushita | 22     | 2        | 1    | 3   | 144   | 6º   | 4º   |
| 2019     | Dallara F2 2018-Mecachrome | Louis Delétraz      | 22     | 0        | 0    | 0   | 92    | 8º   | 4º   |
| 2020     | Dallara F2 2018-Mecachrome | Yuki Tsunoda        | 24     | 3        | 2    | 1   | 200   | 3º   | 3º   |
| 2020     | Dallara F2 2018-Mecachrome | Jehan Daruvala      | 24     | 1        | 0    | 0   | 72    | 12º  | 3º   |
| 2021     | Dallara F2 2018-Mecachrome | Dan Ticktum         | 23     | 2        | 0    | 1   | 159.5 | 4º   | 3º   |
| 2021     | Dallara F2 2018-Mecachrome | Jehan Daruvala      | 23     | 2        | 0    | 1   | 113   | 7º   | 3º   |
| 2022     | Dallara F2 2018-Mecachrome | Liam Lawson         | 28     | 4        | 0    | 3   | 149   | 3º   | 2º   |
| 2022     | Dallara F2 2018-Mecachrome | Logan Sargeant      | 28     | 2        | 2    | 0   | 148   | 4º   | 2º   |
| 2023     | Dallara F2 2018-Mecachrome | Enzo Fittipaldi     | 25     | 1        | 0    | 1   | 124   | 7°   | 3º   |
| 2023     | Dallara F2 2018-Mecachrome | Zane Maloney        | 25     | 0        | 0    | 0   | 96    | 10°  | 3º   |

### GP2 Asia Series
| Stagione | Vettura            | Piloti          | Gare | Vittorie | Pole | GPV | Punti | C.P. | C.S. |
| -------- | ------------------ | --------------- | ---- | -------- | ---- | --- | ----- | ---- | ---- |
| 2011     | Dallara-Mecachrome | Mikhail Aleshin | 4    | 0        | 0    | 0   | 0     | 27º  | 13º  |
| 2011     | Dallara-Mecachrome | Max Chilton     | 4    | 0        | 0    | 0   | 0     | 22º  | 13º  |

### GP3 Series
| Stagione | Vettura         | Piloti                 | Gare   | Vittorie | Pole | GPV | Punti  | D.C. | T.C. |
| -------- | --------------- | ---------------------- | ------ | -------- | ---- | --- | ------ | ---- | ---- |
| 2010     | Dallara-Renault | Josef Newgarden        | 16     | 0        | 1    | 0   | 8      | 18º  | 5º   |
| 2010     | Dallara-Renault | Dean Smith             | 16     | 0        | 0    | 0   | 24     | 7º   | 5º   |
| 2010     | Dallara-Renault | Lucas Foresti          | 10     | 0        | 0    | 0   | 7      | 19º  | 5º   |
| 2010     | Dallara-Renault | Mikhail Aleshin        | 2      | 0        | 0    | 0   | 0      | 37º  | 5º   |
| 2010     | Dallara-Renault | António Félix da Costa | 4      | 0        | 0    | 0   | 3      | 26º  | 5º   |
| 2011     | Dallara-Renault | Conor Daly             | 16     | 0        | 0    | 0   | 10     | 17º  | 9º   |
| 2011     | Dallara-Renault | Tom Dillmann           | 2 (14) | 0        | 1    | 0   | 8 (15) | 14º  | 9º   |
| 2011     | Dallara-Renault | Daniel Morad           | 4      | 0        | 0    | 0   | 0      | 33º  | 9º   |
| 2011     | Dallara-Renault | Callum MacLeod         | 8      | 0        | 0    | 1   | 3      | 23º  | 9º   |
| 2011     | Dallara-Renault | Leonardo Cordeiro      | 16     | 0        | 0    | 0   | 0      | 30º  | 9º   |
| 2012     | Dallara-Renault | António Félix da Costa | 16     | 3        | 1    | 6   | 132    | 3º   | 3º   |
| 2012     | Dallara-Renault | William Buller         | 16     | 1        | 0    | 0   | 20     | 15º  | 3º   |
| 2012     | Dallara-Renault | Alex Brundle           | 16     | 0        | 0    | 0   | 19     | 16º  | 3º   |
| 2013     | Dallara-AER     | Nick Yelloly           | 16     | 0        | 0    | 1   | 107    | 6º   | 4º   |
| 2013     | Dallara-AER     | Alexander Sims         | 6      | 1        | 0    | 1   | 77     | 8º   | 4º   |
| 2013     | Dallara-AER     | Eric Lichtenstein      | 10     | 0        | 0    | 0   | 0      | 22º  | 4º   |
| 2013     | Dallara-AER     | Luís Sá Silva          | 16     | 0        | 0    | 0   | 0      | 23º  | 4º   |
| 2014     | Dallara-AER     | Alex Lynn              | 18     | 3        | 2    | 3   | 207    | 1º   | 1º   |
| 2014     | Dallara-AER     | Emil Bernstorff        | 18     | 1        | 0    | 1   | 134    | 5º   | 1º   |
| 2014     | Dallara-AER     | Luís Sá Silva          | 18     | 0        | 0    | 0   | 6      | 19º  | 1º   |
| 2015     | Dallara-AER     | Antonio Fuoco          | 18     | 0        | 0    | 0   | 88     | 6º   | 5º   |
| 2015     | Dallara-AER     | Jann Mardenborough     | 14     | 0        | 0    | 0   | 58     | 9º   | 5º   |
| 2015     | Dallara-AER     | Adderly Fong           | 2      | 0        | 0    | 0   | 0      | 23º  | 5º   |
| 2015     | Dallara-AER     | Mitchell Gilbert       | 18     | 0        | 0    | 0   | 1      | 22º  | 5º   |

### Formula 3
| Stagione | Vettura         | Piloti              | Gare | Vittorie | Pole | GPV | Punti | D.C. | T.C. |
| -------- | --------------- | ------------------- | ---- | -------- | ---- | --- | ----- | ---- | ---- |
| 2019     | Dallara F3 2019 | Felipe Drugovich    | 16   | 0        | 0    | 0   | 8     | 16º  | 9º   |
| 2019     | Dallara F3 2019 | Logan Sargeant      | 16   | 0        | 0    | 0   | 6     | 19º  | 9º   |
| 2019     | Dallara F3 2019 | Teppei Natori       | 16   | 0        | 0    | 0   | 1     | 24º  | 9º   |
| 2020     | Dallara F3 2019 | Clément Novalak     | 18   | 0        | 0    | 1   | 45    | 12º  | 8º   |
| 2020     | Dallara F3 2019 | Ben Barnicoat       | 4    | 0        | 0    | 0   | 1     | 22º  | 8º   |
| 2020     | Dallara F3 2019 | Cameron Das         | 18   | 0        | 0    | 0   | 0     | 25º  | 8º   |
| 2020     | Dallara F3 2019 | David Schumacher    | 6    | 0        | 0    | 0   | 0     | 28º  | 8º   |
| 2020     | Dallara F3 2019 | Enaam Ahmed         | 6    | 0        | 0    | 0   | 0     | 32º  | 8º   |
| 2020     | Dallara F3 2019 | Leonardo Pulcini    | 2    | 0        | 0    | 0   | 0     | 33º  | 8º   |
| 2021     | Dallara F3 2019 | Jonny Edgar         | 20   | 0        | 0    | 0   | 23    | 18º  | 10º  |
| 2021     | Dallara F3 2019 | Kaylen Frederick    | 14   | 0        | 0    | 0   | 2     | 22º  | 10º  |
| 2021     | Dallara F3 2019 | Ido Cohen           | 20   | 0        | 0    | 0   | 0     | 24º  | 10º  |
| 2021     | Dallara F3 2019 | Jake Hughes         | 3    | 0        | 0    | 0   | 0     | 27º  | 10º  |
| 2022     | Dallara F3 2019 | Zak O'Sullivan      | 18   | 0        | 0    | 1   | 54    | 11º  | 7º   |
| 2022     | Dallara F3 2019 | Brad Benavides      | 18   | 0        | 0    | 0   | 3     | 23º  | 7º   |
| 2022     | Dallara F3 2019 | Enzo Trulli         | 18   | 0        | 0    | 0   | 0     | 34º  | 7º   |
| 2023     | Dallara F3 2019 | Ido Cohen           | 18   | 0        | 0    | 0   | 2     | 24º  | 10º  |
| 2023     | Dallara F3 2019 | Francesco Simonazzi | 4    | 0        | 0    | 0   | 0     | 26º  | 10º  |
| 2023     | Dallara F3 2019 | Oliver Gray         | 18   | 0        | 0    | 0   | 0     | 28º  | 10º  |
| 2023     | Dallara F3 2019 | Hunter Yeany        | 10   | 0        | 0    | 0   | 0     | 30º  | 10º  |
| 2023     | Dallara F3 2019 | Max Esterson        | 4    | 0        | 0    | 0   | 0     | 35º  | 10º  |

## Palmarès
Il team britannico vanta ben 37 trofei, di cui 11 titoli di team e 26 titoli piloti in nove campionati differenti.
Titoli Team
- 6  Campionato britannico di Formula 4: 2015, 2016, 2017, 2020, 2022, 2023
- 1  Formula Renault 3.5 Series: 2011
- 1  Campionato GB3: 2021
- 1  Formula 2: 2018
- 1  Indy Lights: 2016
- 1  GP3 Series: 2014

Titoli Piloti
- 9  Formula 3 britannica: 2001 (Takuma Sato), 2003 (Alan van der Merwe), 2005 (Álvaro Parente), 2008 (Jaime Alguersuari), 2009 (Daniel Ricciardo), 2010 (Jean-Éric Vergne), 2011 (Felipe Nasr), 2012 (Jack Harvey), 2013 (Jordan King)
- 5  Campionato britannico di Formula 4: 2015 (Lando Norris), 2016 (Max Fewtrell); 2017 (Jamie Caroline); 2019 (Zane Maloney); 2023 (Louis Sharp);
- 5  Campionato GB3: 2017 (Enaam Ahmed), 2019 (Clément Novalak), 2020 (Kaylen Frederick), 2021 (Zak O'Sullivan), 2023 (Callum Voisin)
- 2  Gran Premio di Macao: 2012 e 2016 (António Félix da Costa)
- 2  Formula Renault 3.5 Series: 2010 (Mikhail Aleshin), 2011 (Robert Wickens)
- 1  GP3 Series: 2014 (Alex Lynn)
- 1  Formula 3 europea: 2017 (Lando Norris)
- 1  Indy Lights: 2016 (Ed Jones)